# Chame (Nepal)
Chame (in nepalese चाँमे) è una municipalità del Nepal, capoluogo del distretto di Manang.